# Ättekullakyrkan
Ättekullakyrkan var en kyrkobyggnad i stadsdelen Ättekulla i Helsingborg som invigdes 1999. Den tillhörde Raus församling i Lunds stift. Kyrkan togs ur bruk den 1 maj 2016 och lokalerna togs över av den närliggande Ättekullaskolan.

## Kyrkobyggnaden
I mitten av 1980-talet uppfördes en församlingsgård i området Ättekulla, ritad av Arkitektlaget i Helsingborg. Församlingssalen i denna byggnad invigdes som kyrkorum 1999.
Ett klocktorn från den avsakraliserade Stenbockskyrkan flyttades hit 2009. Klockorna var gjutna av M & E Ohlssons klockgjuteri i Ystad. Storklockan kom från Stenbockskyrkan och lillklockan från Ringstorpskyrkan, gjutna 1953 respektive 1968.
Altaret (1999) var av furu, altartavlan en akvarell av Berit Pålsson, dopfunten en saltglaserad keramikskål från Wallåkra keramikfabrik i Vallåkra. Även altarljusstakar och altarvas var av Wallåkrakeramik. Orgeln var byggd av Starup & Søn Orgelbyggare i Köpenhamn.